# Cantone di Bourg-de-Visa
Il Cantone di Bourg-de-Visa era una divisione amministrativa dell'arrondissement di Castelsarrasin.
È stato soppresso a seguito della riforma complessiva dei cantoni del 2014, che è entrata in vigore con le elezioni dipartimentali del 2015.
Comprendeva i comuni di:
- Bourg-de-Visa
- Brassac
- Fauroux
- Lacour
- Miramont-de-Quercy
- Saint-Nazaire-de-Valentane
- Touffailles